# Pedro Laboria

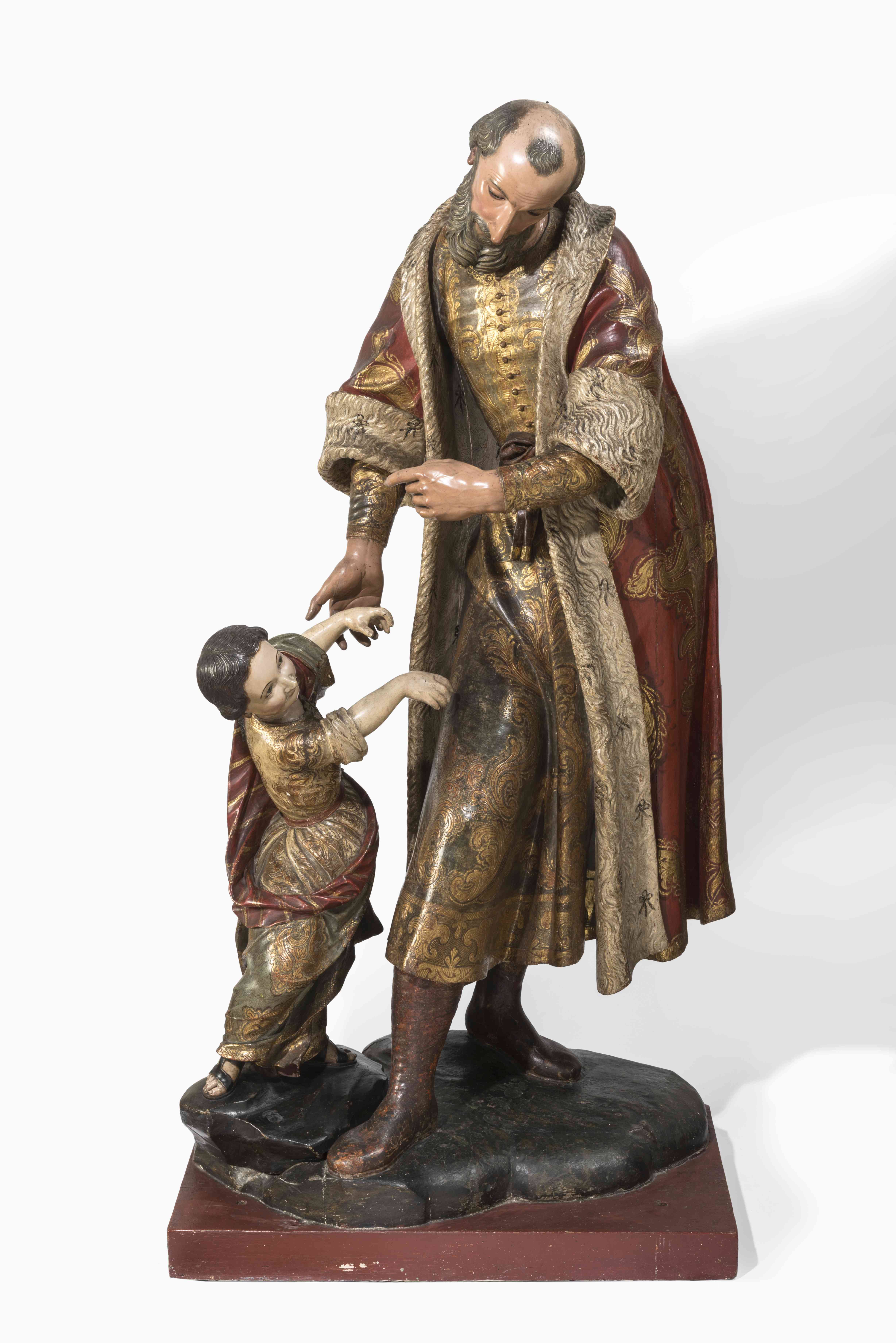
San Joaquin y la nina Maria 1746

Pedro Laboria (hacia 1700-1770) fue un escultor español nacido hacia 1700 en la ciudad andaluza de Sanlúcar de Barrameda, en la provincia de Cádiz, se formó en algún taller andaluz, probablemente sevillano. En 1738 se estableció en Santafé de Bogotá (Virreinato del Nuevo Reino de Granada)  donde trabajó fundamentalmente para los jesuitas.
Su técnica, plenamente barroca, se caracteriza por el movimiento de las figuras, la expresividad bastante teatral, la gracia en los rostros juveniles pero escasa profundidad psicológica en los de los adultos.
Entre sus obras pueden citarse:
- San Bruno, Cartuja de la Defensión de Jerez de la Frontera (Andalucía, España).
- Santa Bárbara, en el Palacio arzobispal de Bogotá (1740)
- El Rapto de San Ignacio, en la Iglesia de la Compañía de Jesús de Bogotá. Data de 1749 y sigue el modelo de una pintura de Gregorio Vázquez de Arce.
- San Francisco de Paula, en la Iglesia de San Juan de Dios de Bogotá.
- Obras en la iglesia de Santo Domingo, Bogotá.
- Obras en la iglesia de San Francisco, Bogotá.
- Trabajos para la Catedral de Bogotá.
- Trabajos para la Catedral de Tunja (Nuevo Reino de Granada).